# Beni Amrane
Beni Amrane är en ort i Algeriet. Den ligger i provinsen Boumerdès, i den norra delen av landet, 50 km öster om huvudstaden Alger. Beni Amrane ligger 129 meter över havet och antalet invånare är 18 414.
Terrängen runt Beni Amrane är kuperad. Runt Beni Amrane är det tätbefolkat, med 331 invånare per kvadratkilometer. Närmaste större samhälle är Boumerdès, 14,9 km nordväst om Beni Amrane. Trakten runt Beni Amrane består till största delen av jordbruksmark.